# De Clercqstraat
De Clercqstraat is een straat die de Kinkerbuurt en de Da Costabuurt doorkruist in Amsterdam-West, tussen de Singelgracht (Nassaukade) en de Kostverlorenvaart. De straat is vernoemd naar de letterkundige Willem de Clercq (1795-1844).

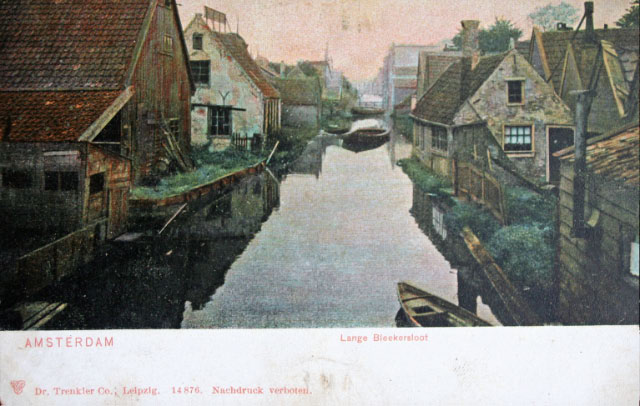
Lange Bleekerssloot voor 1900

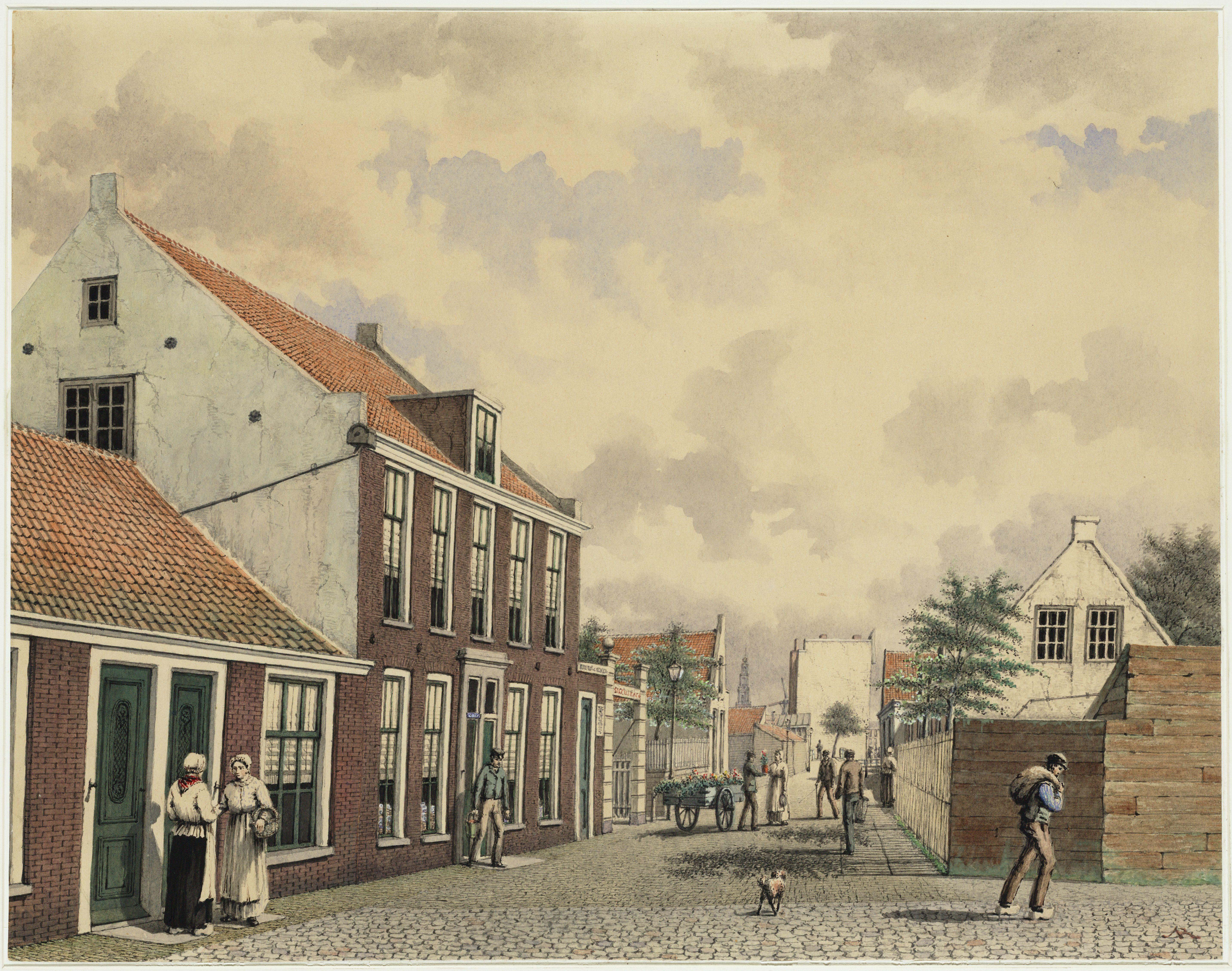
Korte Bleekerspad in 1898

Op de plaats van de De Clercqstraat lag voorheen de Lange Bleekerssloot. Deze was vernoemd naar de nabijgelegen textielblekerijen waar de achtergelegen huidige Korte Blekersstraat (voor 1911 Korte Blekerspad) nog naar verwijst. De Lange Bleekerssloot werd in 1895 gedempt, waarna de straat hier werd aangelegd. In het verlengde van de De Clercqstraat werd, ook in 1895, de Rozengracht gedempt, terwijl in de richting van de Dam een nieuwe "doorbraak" werd gerealiseerd, de Raadhuisstraat. Hiermee was een rechtstreekse verbinding tussen de Dam en de nieuwe wijken ten westen van de Singelgracht aangelegd. Tot 1 mei 1896 viel het zuidelijke gebied bestuurlijk onder Nieuwer Amstel.
Over de Kostverlorenvaart lag de Tolbrug, die in 1904 werd vervangen door de Wiegbrug, waarmee de verbinding werd gerealiseerd met de (toenmalige) buurtschap De Baarsjes. In het verlengde van de De Clercqstraat wordt de weg vervolgd met de Admiraal de Ruijterweg. De Wiegbrug werd in 1988-1989 in 2 gedeelten door nieuwbouw vervangen.
De De Clercqstraat ligt daardoor nu in een lange en (vrij) rechte doorlopende "radiale" route vanuit de binnenstad van Amsterdam naar Nieuw-West: Raadhuisstraat - Rozengracht - De Clercqstraat - Admiraal de Ruijterweg - Jan Evertsenstraat en Noordzijde.

## Trams

ESM tram rond 1916 bij kruising met Bilderdijkstraat

In 1896 kwam de eerste tram over de nieuwe route te rijden, dit was de paardentramlijn Dam – Bilderdijkstraat, in 1900 verlengd naar de Eerste Constantijn Huygensstraat. In 1902 werd deze lijn geëlektrificeerd en op normaalspoor gebracht en werd het lijn 3. Twee jaar later kwam de tramlijn Amsterdam - Zandvoort van de ESM over de route Raadhuisstraat – Rozengracht – De Clercqstraat te rijden. Deze lijn was in smalspoor (1000 mm) uitgevoerd, terwijl de Amsterdamse tram op normaalspoor rijdt. Daarom was er van 1904 tot de opheffing van de Blauwe Tram naar Zandvoort in 1957 een drierailig traject tussen de Spuistraat en de Wiegbrug, in 1927 uitgebreid tot de Krommert.
Behalve tramlijn 3, verschenen ook andere tramlijnen op de De Clercqstraat: Lijn 13 kwam in 1921. Vanaf 1929 reed tram 3 niet meer door de straat, toen deze lijn werd verlegd naar het Frederik Hendrikplantsoen. Na de opheffing van de Blauwe Tram in 1957 reed alleen lijn 13 nog in de straat. Vanaf 1982 verschenen ook de lijnen 12 en 14 in de De Clercqstraat, toen de nieuwe trambaan naar het station Sloterdijk werd geopend. Op 22 juli 2018 verdwenen de lijnen 12 en 14 maar verscheen lijn 19, niet geheel onbekend omdat deze lijn hier ook al reed in 1931.

## Bruggen
In de straat liggen vier bruggen:
- Rijckerbrug (nummer 167), vaste brug over Singelgracht, overgang van Rozengracht naar De Clercqstraat,
- Brug 108, vaste brug over Da Costagracht,
- Ritsaert ten Catebrug (nummer 135), vaste brug over de Bilderdijkgracht,
- Wiegbrug (nummer 173), basculebrug over Kostverlorenvaart, overgang van De Clercqstraat naar Admiraal de Ruijterweg.